# Al Bunge
Allan J. Bunge, né le 24 novembre 1937 à Delanco Township (en), dans le New Jersey, et mort le 26 novembre 2019 à Bartlesville, dans l'Oklahoma, est un joueur américain de basket-ball.

## Biographie

### Jeunesse
Né à Delanco Township (en), dans le New Jersey, Al Bunge joue au football américain, au basket-ball et au baseball au lycée de Palmyra. Il est coéquipier au lycée du joueur Dave Wiedeman, intronisé au Hall of Fame de l'université Wake Forest au terme de sa carrière. À l'époque, on suppose que Wiedeman allait jouer à l'université du Maryland avec Bunge, avant de s'inscrire finalement à l'université Wake Forest, une rivale de l'Atlantic Coast Conference.

### Carrière universitaire
Athlète fantastique, Bunge a des talents dans les trois sports majeurs de l'université de Maryland. Bunge joue au basket-ball pour l'entraîneur Bud Millikan (en) à Maryland. Il est également recruté pour jouer au football américain pour l'entraîneur Jim Tatum (en) à la même université, mais il n'y joue pas. Bunge est initialement un athlète qui pratique deux sports, mais il joue aussi dans l'équipe de baseball de l'université dès 1958, malgré son physique de joueur de basket-ball.
En basket-ball, Bunge a en moyenne un double-double de 12,4 points et de 10,6 rebonds au cours de sa carrière de 75 matchs dans le Maryland. Sa moyenne de 10,6 rebonds en carrière est la quatrième la plus élevée de l'histoire des Terrapins du Maryland et sa moyenne de 12,6 rebonds durant la saison universitaire 1959-1960 se classe troisième dans l'histoire des Terrapins.
Bunge a des moyennes 10,1 points et 9,1 rebonds en deuxième année universitaire en 1957-1958 alors que les Terrapins ont un bilan de 22-7, remportant leur premier championnat de tournoi ACC et se qualifiant pour le tournoi NCAA pour la première fois dans l'histoire du club.
Dans le tournoi de l'Atlantic Coast Conference 1958, les 6 et 8 mars 1958, les Terrapins battent d'abord les Cavaliers de la Virginie 70-66, puis le 6e du classement, les Blue Devils de Duke, 71-65 en prolongation. Dans la finale, Maryland bat le champion national en titre, le 13e du classement, les Tar Heels de la Caroline du Nord, 86 à 74, pour remporter le tournoi de l'ACC.
Lors du tournoi de basket-ball de la NCAA I en 1958, Maryland remporte son match au premier tour (86-63) contre les Eagles de Boston College, puis perd en demi-finale de la région de l'Est (71-67) contre les Owls de Temple. Ils remportent ensuite le match pour la troisième place de la région de l'Est (59-55) contre les Jaspers de Manhattan (en) pour terminer la saison. Les parties pour la 3e place ne sont plus jouées dans les tournois de la NCAA.
Bunge est immédiatement hospitalisé après la défaite perte des Terrapins contre les Owls, manquant le rassemblement d'encouragement organisé pour les Terrapins, et son poids est alors passé sous les 91 kilos. Bunge souffre de colite ulcéreuse qui est découverte pour la première fois au cours de sa première année à Maryland, et il perd à peu près 25 kilos à ce moment-là. Il éprouve de la fatigue, une perte de poids drastique, de l'anémie et doit subir des transfusions régulières. "Quand je suis revenu pour ma deuxième année, je ne pouvais pas courir de long en large", a-t-il déclaré. "J'ai eu une transfusion et cela m'a amélioré pendant la majeure partie de l'année. Quand nous sommes arrivés à la fin de l'année, mon anémie a commencé à revenir."  À propos du match contre Temple, il dit : « Je pouvais à peine jouer, je n'ai même pas joué la moitié du match. Si j'avais été en bonne santé, nous aurions gagné.»
En tant que junior en 1957-1958, Bunge réalise des moyennes de 11,1 points et 10,5 rebonds alors que les Terrapins terminent avec un bilan de 10-13 à la fin de la saison.
Maryland a un bilan de 15-8 (9-3 dans l'ACC), alors que Bunge mène l'équipe avec 16,7 points et 12,6 rebonds de moyenne par match en tant que senior en 1959-1960.
Pendant sa carrière, Al Bunge établit plusieurs records : le 26 février 1958, il prend 22 rebonds contre les Hoyas de Georgetown, établissant le record du club du Maryland. Le 4 janvier 1960, Bunge marqu 43 points contre Yale, un record du club qui tient jusqu'à ce qu'Ernie Graham (en) marque 44 points contre le Wolfpack de North Carolina State en 1978.
Après la saison universitaire 1959-1960, Bunge est sélectionné pour jouer dans le prestigieux match de basket-ball Shrine East-West au Madison Square Garden, à New York. Lui et ses coéquipiers de l'Est Lenny Wilkens, Jerry West et Tom Stith (en) jouent contre l'équipe de l'Ouest avec Oscar Robertson, futur membre du Basketball Hall of Fame, entre autres. Bunge défend sur Robertson dans le match. À la fin, Bunge remporte le prix Most Valuable Défensive Player of the game (meilleur défenseur du match).
Bunge reçoit également une invitation aux essais olympiques américains de 1960 dans l'équipe de basket-ball américaine. Il ne fait pas partie de l'équipe qui comprend Oscar Robertson et remporte la médaille d'or aux Jeux olympiques de 1960. L'équipe finale est composée de sept stars universitaires, quatre joueurs de l'AAU (Burdie Haldorson des Phillips 66ers) et un représentant des forces armées américaines (Adrian Smith). Ce compromis signifie que de nombreux joueurs universitaires de haut niveau sont exclus de l'équipe, notamment Al Bunge et les futurs Hall of Famers Tom Sanders, John Havlicek et Lenny Wilkens.

### Carrière professionnelle
Avant même la draft 1960 de la NBA, Al Bunge est contacté par les Knicks de New York, les Nationals de Syracuse, les Pistons de Fort Wayne et les Warriors de Philadelphie, entre autres. Le 11 avril 1960, les Warriors de Philadelphie choisissent Bunge comme septième choix au premier tour de la draft, revendiquant des droits territoriaux. Les Warriors ont dans leur effectif le joueur de deuxième année Wilt Chamberlain. Les futurs joueurs Hall Of Famers Oscar Robertson (1er choix), Jerry West (2e choix) et Lenny Wilkens (6e choix) sont sélectionnés avant Bunge. L'Hall of Famer Tom Sanders est pris avec le prochain choix en 8e position. 
Les coéquipiers de Bunge aux Terrapins, Charlie McNeil (en) (5e tour, 35e choix / Knicks de New York) et Jerry Bechtle (15e tour, 91e choix / Knicks de New York) sont également draftés cette année.
Bunge a un problème avec son contrat avec le président et directeur général des Warriors, Eddie Gottlieb. Bunge souhaite que les Warriors payent l'assurance maladie dont il a besoin en raison de sa colite ulcéreuse, de son l’anémie et des problèmes de santé connexes. Finalement, Bunge et un autre choix du premier tour de la draft 1960, Lee Shaffer, signent avec les équipes de l'Amateur Athletic Union (AAU), contournant la NBA. Bunge rejoint les Phillips Petroleum et joue de 1960 à 1962 pour les 66ers de Phillips à Bartlesville, en Oklahoma. Son coéquipier des Terrapins du Maryland, Charlie McNeil, signe également avec les 66ers.
À cette époque, la NBA ne paye pas bien les joueurs et ne leur offre aucune assurance maladie. Pour de nombreux diplômés d'universités, jouer au basket-ball en AAU, avec en plus avec un emploi et l'assurance, est la meilleure option et Al Bunge prend cette voie. Bunge est limité par sa santé. À la fin de la saison 1961-1962, les 66ers ont un bilan final de 45-8 et ils remportent le championnat national de l’AAU, battant les Truckers de Denver, 70-59, à Denver, dans le Colorado. Bunge prend sa retraite après la saison. Le 1er septembre 1963, les Warriors de San Francisco renoncent à ses droits de draft.

### Vie privée
Bunge est marié à Barbara et réside dans la région de Bartlesville, dans l'Oklahoma pendant de nombreuses années. Il travaille pour Phillips Petroleum pendant plus de 30 ans, après avoir travaillé et joué pour leur équipe en AAU, les Phillips 66ers.
Bunge est entraîneur de softball de la Ligue des Jeunes pendant de nombreuses années.
La fille de Bunge, Tracy Bunge, joue au softball à l'université du Kansas, obtenant son diplôme en 1986. Tracy Bunge est intronisée au Hall of Fame d'athlétisme de l'université du Kansas et au Hall of Fame des sports du Kansas et son numéro est retiré à l'université du Kansas. Tracy Bunge est une entraîneur-chef de longue date du programme de softball de l'université du Kansas.
La deuxième fille d'Al Bunge, Kim Bunge Sanchez, joue au basket-ball universitaire pour l'université de l'Arkansas de 1980 à 1982. 
Le petit-fils de Bunge, Michael Sanchez, est un ailier de 2,03 m qui joue au basket-ball pour l'université de l'Arkansas de 2007 à 2012.
La petite-fille de Bunge, Krista Sanchez, est une basketteuse d'1,86 m évoluant à l'université de l'Oklahoma de 2003 à 2007.
Al Bunge décède le 26 novembre 2019 à l'âge de 82 ans. 

## Pour approfondir